# Der fliegende Holländer (1918)
Der fliegende Holländer ist ein mystisches, deutsches Stummfilmdrama aus dem Jahr 1918 von Hans Neumann.

## Handlung
Friesland im Jahre 1512: Einer alten Überlieferung zufolge soll der Kapitän Jan van der Straaten dazu verdammt worden sein, durch sein gottloses Verhalten mit seinem Schiff „Der fliegende Holländer“ auf ewig ruhelos über die Weltmeere zu segeln und zum Schrecken aller aufrechten Seefahrer zu werden. Alle sieben Jahre darf er für drei Tage auf Landgang gehen, um Erlösung zu suchen. 164 Jahre später geht die Brigg „Anne Marie“ des Kaufmannes Daland kurz vor dem Anlaufen im sicheren Hafen aus mysteriösen Gründen unter und reißt, bis auf einen Glücklichen, alle Seeleute in die Tiefe bis auf den Meeresgrund. Auch dieses schreckliche Unglück wird dem Fluch, der auf dem „Fliegenden Holländer“ liegen soll, angelastet.
Weitere Jahre später klopft ein geheimnisvoller Fremder an die Türe Dalands und bittet um Unterkunft. Dalands Tochter Senta verliebt sich rasch in den Mann, und beide feiern Verlobung. Noch während der Trauung stürzt ein Mann in die Kirche. Es ist der einzige Überlebende des Untergangs der „Anne Marie“. Er beschuldigt Sentas Zukünftigen, niemand anderes als der fluchbeladene Kapitän van Straaten zu sein. Der Kapitän, der weiß, dass die reine Senta diejenige ist, die ihn hätte erlösen können, verlässt daraufhin das Gotteshaus und begibt sich wieder auf hohe See. Seine Frau Senta folgt ihm, stürzt sich ins tosende Meer und löst durch ihre bedingungslose, aufopferungsvolle Liebe den Fluch des „Fliegenden Holländers“. Das Schiff aber, vom Fluch erlöst, verschwindet auf ewig.

## Produktionsnotizen
Der fliegende Holländer entstand im Mai 1918 im Bioscop-Atelier in Neubabelsberg sowie im Stettiner Haff und auf der Ostsee (Außenaufnahmen). Der Fünfakter mit einer (bei der Neuzensur 1921) Länge von 1147 Metern passierte im August 1918 die Filmzensur und wurde für die Jugend freigegeben. Die Uraufführung erfolgte wohl noch vor Kriegsende 1918.
Die Bauten entwarf Artur Günther.

## Kritiken
„Nach der Wagner-Oper bearbeitet, hat die Phantasie des Regisseurs nahezu ein Wunderwerk geschaffen. Diese prachtvolle Inszenierung, die grandiose Ausstattung, die wechselreiche Photographie und das abgerundete, seelisch ausgereifte Spiel, insbesondere des Hauptdarstellers, sind über alles Lob erhaben. Der dankbare Stoff bietet einen weiten Spielraum, der auch ausgenützt wurde.“

Paimann’s Filmlisten resümierte: Stoff phantastisch. Spiel, Photos und besonders die Szenerie ausgezeichnet.